# Опалиховский лес

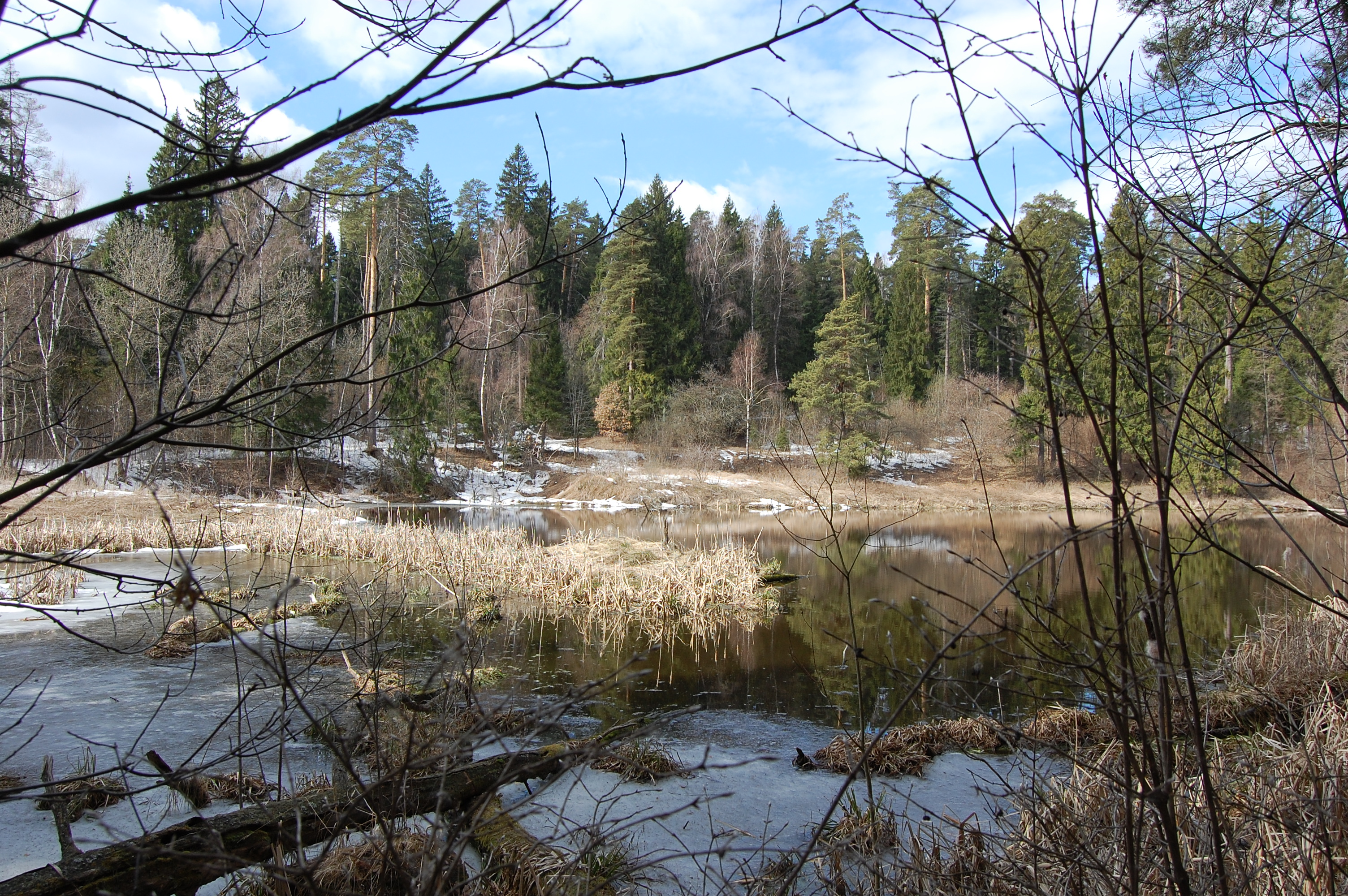
Ключевое болото Кольчиха

Опалиховский лес (Опалиховский лесопарк) — хвойный лес, преимущественно сосновый и еловый, площадью 2989 га. Относится к защитным лесам Москвы, основан в 1935 году.
Состоит из 10 разрозненных лесных массивов, из которых три — крупные. Протяжённость лесопарка с севера на юг и с запада на восток — около 10 км.

## География
Опалиховский лес расположен к северо-западу от Москвы, к западу от Красногорска, к востоку от Нахабино и к северу от реки Москвы. Из центра Москвы до лесопарка можно добраться за 1 час.

## Природа
Опалиховский лесопарк составляет значительную часть природного заказника «Верхняя Москва-река». В лесопарке находится геоморфологическое образование, представляющее большой научный интерес — Восточная Аникеевская водно-ледниковая ложбина (согласно классификации ФГУ «ВНИИприроды» Ю. А. Насимовича).
На территории лесного массива находятся редкие виды растений и животных. Среди них:
- 1 вид, занесённый в Красную книгу Российской Федерации (2008) — пальчатокоренник балтийский
- 5 видов, занесённых в Красную книгу Московской области (2-е изд., 2008) — ирис сибирский, трёхпалый дятел, шпажник черепитчатый, махаон, червонец непарный, белоспинный дятел, большой кроншнеп
- Не менее 5 видов, занесённых в Приложение 1 к Красной книге Московской области — ландыш майский, любка двулистная, купальница европейская, колокольчик персиколистный, кувшинка белоснежная и др.

Шпажник черепитчатый зарегистрирован сотрудниками ГБС РАН (М. С. Игнатов) при проектировании заказника «Комплекс верховых и низинных болот Опалиховского лесопарка» в 1986 году.

## Памятники природы
Два участка в Опалиховском лесопарке объявлены государственными памятниками природы:
- Лохин остров — уникальный участок вязово-липовой дубравы и пойменных лугов, являющийся местом произрастания редких и исчезающих видов растений: ветреницы лесной, зимолюбки зонтичной, ястребинки постенной, живокости высокой, змееголовника рюйша, плауна булавовидного, молодила, кувшинки чисто белой и кубышки жёлтой.

- Ключевое болото Кольчиха с ивой Виноградова представляет собой редкий для Московской области вид проточных болот.

## Памятники истории и культуры

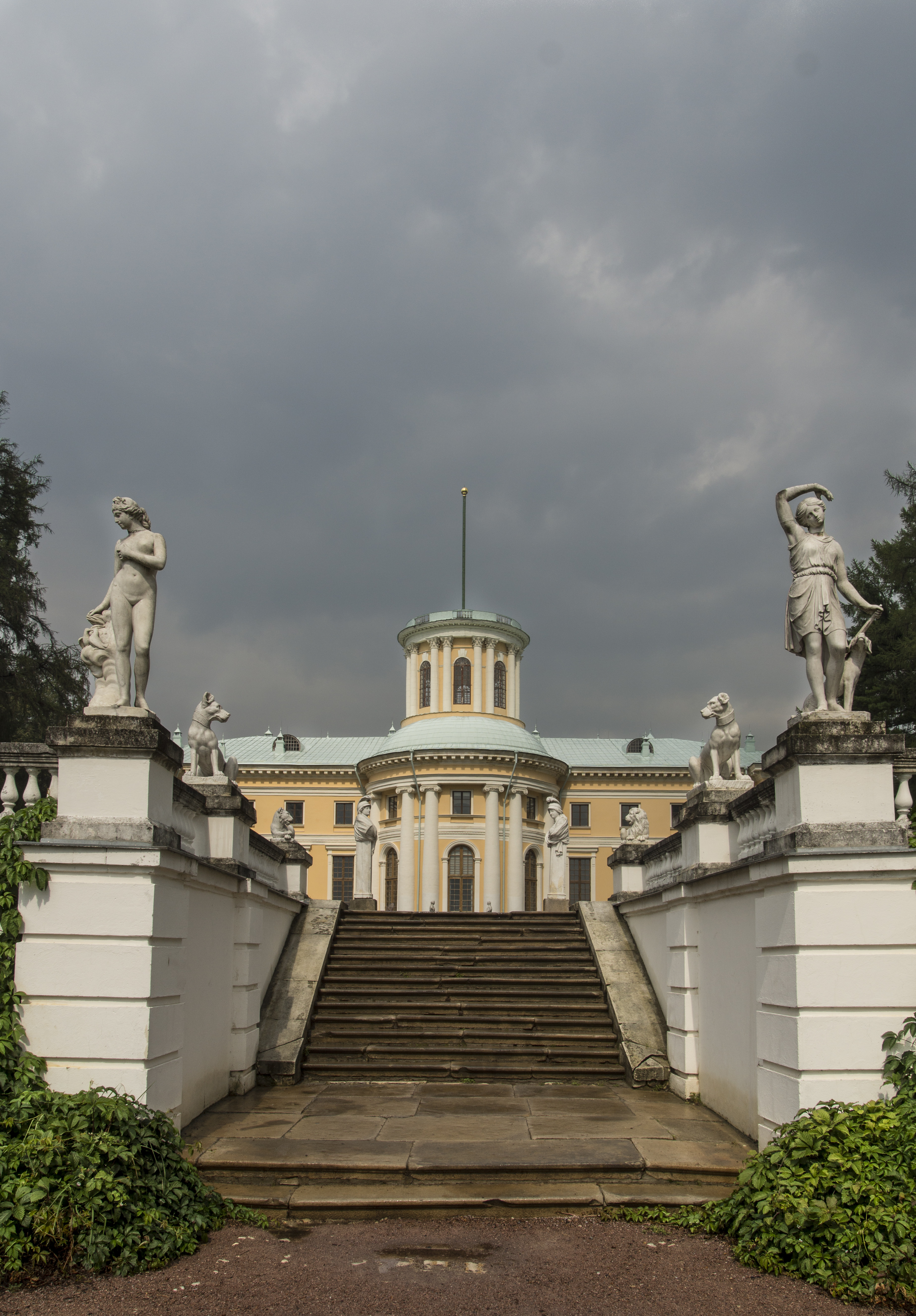
Музей-усадьба «Архангельское»

В границах лесопарка расположено несколько старинных усадеб с сохранившимися строениями и парковыми ансамблями, органично переходящими в окружающие лесные массивы. В настоящее время на их территории в основном расположены учреждения отдыха.
- Архангельское (сейчас во дворце размещаются музей и санаторий) считается общепризнанным образцом садово-паркового искусства. Заложена в 60-е годы XVII века боярином Одоевским. В XVIII веке усадьба принадлежала Голицыным, а затем перешла к Юсуповым (в 1810 г.).
- Никольское-Урюпино — известна с первой половины XVII века, когда она принадлежала князьям Одоевским.
- Ильинское — известна с 1666 года, когда принадлежала боярину С. П. Стрешневу. Перестроена в первой четверти XIX века графом Остерманом-Толстым. При нём был разбит английский парк с теплицами, оранжереями и летним театром. В настоящее время здесь размещается дом отдыха.
- Петрово-Дальнее — основана в XVII веке князьями Прозоровскими. Сохранилось здание в стиле классицизма у бровки верхней террасы парка, в котором в настоящее время размещается пансионат. Хорошо сохранился пейзажный парк с интересной планировкой и редкими древесными породами.
- Степановское — известна с XVII века, когда была во владении князей Урусовых. Затем она перешла к Долгоруким, а позднее — к Бекетовым. Сохранился особняк в парке с большой партерной частью перед домом. В настоящее время усадьбу занимает онкологическая больница № 62.
- Опалиха-Алексеевское

## Роль леса в экосистеме
Лес оказывает положительное влияние на экологию Москвы и Московской области. Реки Липка и Вороний Брод являются притоками первого порядка реки Москвы и впадают в неё выше Рублевского водозабора. Опалиховский лес является естественным воздухоочистительным фильтром для города Москвы, вследствие преобладающего в нашем регионе северо-западного направления ветров.

## Вырубка и строительство
На настоящий момент в области действует «Схема территориального планирования Московской области — основные положения градостроительного развития» (утверждена постановлением Правительства Московской области от 11.07.2007 г. № 517/23). В «Схеме.» в разделе «Перечень планируемых особо охраняемых природных территорий областного значения» имеется п. 2.4.3 «Планируемые природные экологические территории», подпункт «Прочие ключевые природные территории (КПТ)»). По указанному документу к КПТ относятся территории, где находятся «виды растений, занесённые в Красную книгу Московской области». По «Схеме…», «…в природных экологических и природно-исторических территориях выделяются… территории природного экологического каркаса, природно-ландшафтных и архитектурно-ландшафтных комплексов. Обобщающими характеристиками деятельности на этих территориях являются: сохранение, реабилитация, реставрация, восстановление». Опалиховский лес подходит под все эти ограничения.

### Строительство магистрали
Планируется прокладка автотрассы — соединяющая Новорижское шоссе, Волоколамское шоссе и далее до Пятницкого шоссе — 8-ми полосная автомагистраль, которая размещается и рассекает все Опалиховское лесничество и проходит по его центральной части, а также по ключевым природным территориям — экологическому каркасу «Схема территориального планирования Московской области ….» за 2007 г.
Такое размещение автотрассы безусловно приведёт к деградации и гибели основной и наиболее ценной части Опалиховского лесничества. Данный проект, по словам главы Красногорской администрации Б. Е. Рассказова, находится на согласовании в лесном ведомстве. Местное население выступило против таких варварских планов администрации и собрало более 1500 подписей в защиту Опалиховского лесопарка, а также отправило письма во всевозможные дорожные и архитектурные инстанции, Рослесхоз и Мослесхоз с предложениями об альтернативных вариантах размещения данной автотрассы менее травмирующих природные комплексы наших лесов и альтернативных решениях разгрузки Волоколамского шоссе в черте г. Красногорска.

### Постройка «Рижского квартала»
Постройка элитного посёлка вокруг озера Лесное. Озеро находится западнее микрорайона Опалиха у Волоколамского шоссе, рядом с платформой «Аникеевка» Рижского направления.
По словам представителя компании ООО «Восход девелопмент Красногорск», данный участок не входит ни в какие защитные зоны, в том числе водоохранные полосы, прибрежные защитные. Однако по картам видно, что данная территория является территорией Гослесфонда.

### Вырубка под рекреационную зону
Выделено 20 гектаров леса вблизи деревни Николо-Урюпино под создание рекреационной зоны. На данный момент ведётся активная вырубка просек.
Оказавшийся изолированным участок леса площадью 8 гектаров, по мнению экологов[кого?], деградирует и вымрет в течение ближайших пяти лет. Инициативная группа «За защиту Опалиховского леса» ведёт активную кампанию по спасению лесопарка.